# 드 퀘르벵 증후군

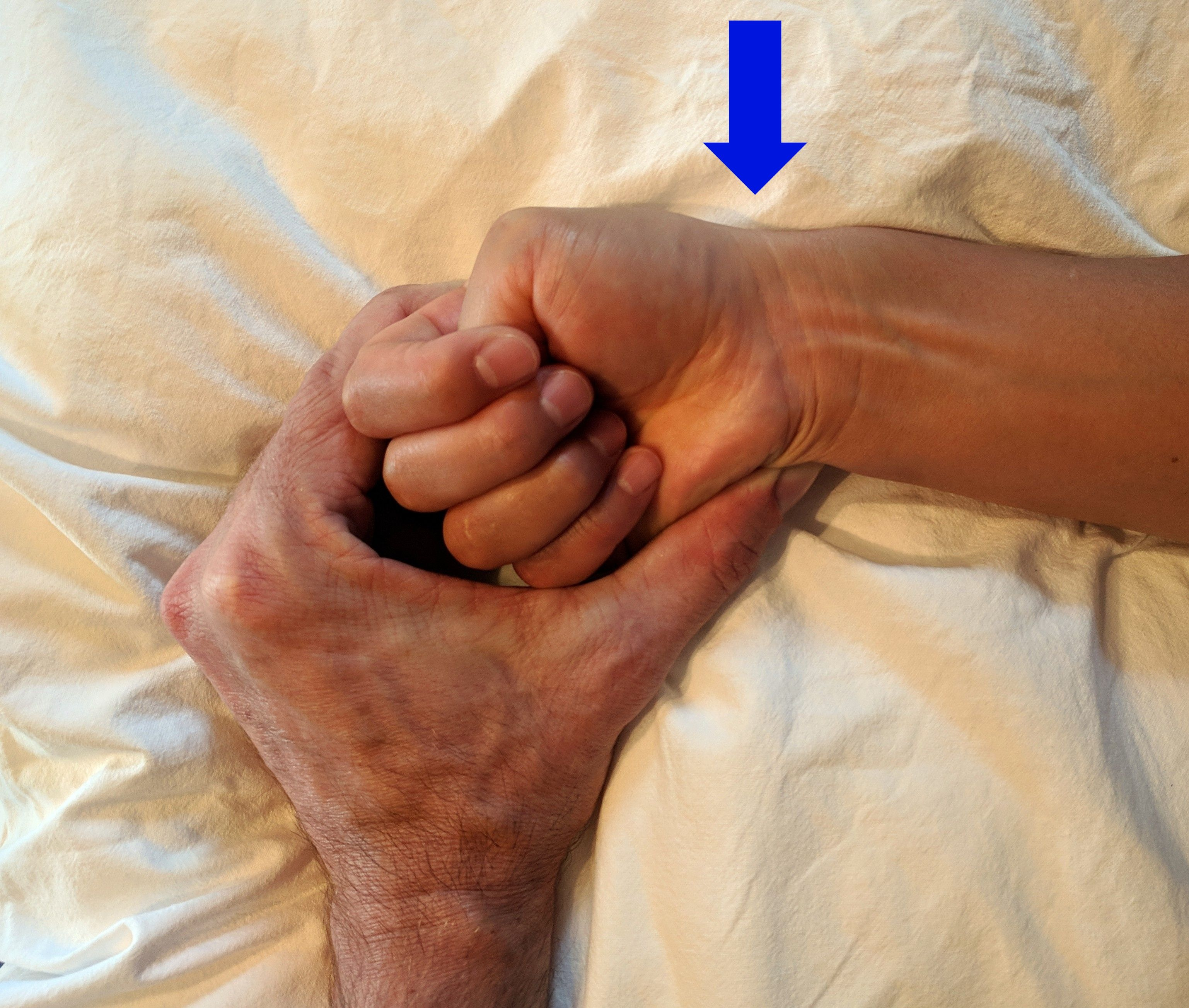

드 퀘르벵 증후군, 드퀘르벵 증후군, 손목건초염은 엄지손가락의 움직임을 제어하는 두 개의 힘줄이 손목의 힘줄 덮개에 의해 수축될 때 발생한다. 이로 인해 손목의 엄지손가락 부분에 통증과 압통이 발생한다. 엄지손가락의 노쪽 벌림은 고통스럽다. 때로는 고르지 않은 움직임이 있거나 방사형 벌림으로 엄지손가락을 유발하는 경우도 있다. 증상은 점진적으로 나타날 수도 있고 갑자기 나타날 수도 있다.
진단은 일반적으로 증상과 신체 검사를 기반으로 이루어진다. 주먹 안에 엄지손가락을 쥐고 손목을 안쪽으로 구부릴 때 통증이 심해지면 진단이 뒷받침된다.
드 퀘르벵 건초염 치료는 염증 감소, 엄지손가락의 움직임 회복, 손목, 엄지손가락, 손가락의 움직임 범위 유지에 중점을 둔다. 증상 완화(완화 치료)는 주로 엄지손가락과 손목 부목을 사용하여 제공된다. NSAID와 같은 진통제도 고려할 수 있다. 스테로이드 주사가 일반적으로 사용되지만 질환의 자연 경과를 바꾸는 것으로 입증되지는 않았다. 첫 번째 등 부분을 분리하는 수술이 선택 사항이다. 중년에 가장 흔할 수 있다.

## 같이 보기
- 휴대 전화 중독
- 노모포비아